# Skovvejen (Aarhus)
 Ikke at forveksle med Strandvejen (Aarhus).
Skovvejen er en indfaldsvej i Aarhus, der forbinder Østbanetorvet med Dronning Margrethes Vej og Trøjborgvej. Navngivet 1878. Hed oprindeligt Grenaa Landevej og førte dengang forbi Riis Skov.
Skovvejen kaldtes tidligere "Strandvejen". 

## Kendte personer fra Skovvejen
- Bernhardt Jensen, senere Aarhus-borgmester, født i 1910, boede på Skovvejen 131.